# À la Cigale
Albums de Anne Sylvestre
Juste une femme
À la Cigale est un enregistrement de concert d'Anne Sylvestre à la Cigale en 2014, paru chez EPM.

## Historique
Il s'agit d'un enregistrement en public, pris lors de deux soirées de spectacles : les 18 et 19 janvier 2014.
Elle y reprend l'ensemble des titres de son dernier album Juste une femme, avec un choix de chansons de sa longue carrière.

## Titres
CD 1
Toutes les chansons sont écrites et composées par Anne Sylvestre.
| No  | Titre                                                         | Durée      |
| --- | ------------------------------------------------------------- | ---------- |
| 1.  | Sur un fil (de l'album Dans la vie en vrai, 1981)             | 4 min 10 s |
| 2.  | Tiens toi droit (de l'album Anne Sylvestre chante…, 1961)     | 1 min 56 s |
| 3.  | Violette (de l'album Juste une femme, 2013)                   | 3 min 12 s |
| 4.  | Malentendu (de l'album Juste une femme, 2013)                 | 2 min 59 s |
| 5.  | Les Impedimenta (de l'album D'amour et de mots, 1994)         | 3 min 15 s |
| 6.  | Faites-moi souffrir (de l'album D'amour et de mots, 1994)     | 2 min 50 s |
| 7.  | Des calamars à l’harmonica (de l'album Juste une femme, 2013) | 3 min 52 s |
| 8.  | Je n’ai pas dit (de l'album Juste une femme, 2013)            | 3 min 34 s |
| 9.  | Lâchez-moi (de l'album Dans la vie en vrai, 1981)             | 3 min 22 s |
| 10. | La Lettre d’adieu (de l'album Juste une femme, 2013)          | 3 min 22 s |
| 11. | Pelouse au repos (de l'album Juste une femme, 2013)           | 4 min 22 s |
| 12. | Le Lac Saint-Sébastien (de l'album Partage des eaux, 2000)    | 4 min 13 s |

CD 2
Toutes les chansons sont écrites et composées par Anne Sylvestre.
| No  | Titre                                                                     | Durée      |
| --- | ------------------------------------------------------------------------- | ---------- |
| 1.  | Gulliverte (de l'album Tant de choses à vous dire, 1986)                  | 3 min 55 s |
| 2.  | Juste une femme (de l'album Juste une femme, 2013)                        | 3 min 08 s |
| 3.  | Mousse (de l'album Mousse, 1968)                                          | 3 min 30 s |
| 4.  | Les Grandes Balades (de l'album Les Arbres verts, 1998)                   | 3 min 01 s |
| 5.  | Écrire pour ne pas mourir (de l'album Écrire pour ne pas mourir, 1985)    | 3 min 34 s |
| 6.  | Pour un portrait de moi (de l'album Juste une femme, 2013)                | 3 min 04 s |
| 7.  | Le p’tit sac à dos (de l'album Juste une femme, 2013)                     | 2 min 28 s |
| 8.  | L’habitant du château (de l'album Juste une femme, 2013)                  | 3 min 24 s |
| 9.  | Valse marine (de l'album La Femme du vent, 1962)                          | 2 min 41 s |
| 10. | Langue de pute (de l'album Les Chemins du vent, 2003)                     | 3 min 55 s |
| 11. | Les Rescapés des fabulettes (de l'album Bye mélanco, 2007)                | 3 min 05 s |
| 12. | La Vaisselle (de l'album Dans la vie en vrai, 1981)                       | 3 min 01 s |
| 13. | Trop tard pour être une star (de l'album Écrire pour ne pas mourir, 1985) | 2 min 53 s |

## Production
- Production : EPM Musique
- Distribution : Universal[2]